# 4832 Palinurus
4832 Palinurus eller 1988 TU1 är en trojansk asteroid i Jupiters lagrangepunkt L5. Den upptäcktes 12 oktober 1988 av den amerikanska astronomen Carolyn S. Shoemaker vid Palomar-observatoriet. Den är uppkallad efter Palinurus i den grekiska mytologin.
Asteroiden har en diameter på ungefär 52 kilometer.